# Ложниця (Веленє)
Ложниця (словен. Ložnica) — поселення в общині Веленє, Савинський регіон, Словенія. 
Висота над рівнем моря: 338,4 м.